# 瓦埃勒·阿拉吉
瓦埃勒·阿拉吉（阿拉伯語：وائل عرقجي，1994年9月4日—）為黎巴嫩男子篮球运动员，司职得分后卫，現效力於黎巴嫩籃球聯賽貝魯特體育。
阿拉吉出生于黎巴嫩贝鲁特。2018年1月31日，阿拉吉與CBA北京翱龙簽約頂替受傷的赛义德·阿巴斯。2024-25賽季開打前金州勇士曾向阿拉吉提出一份十天合約。10月18日，阿拉比簽下阿拉吉。12月10日，亞得里亞海聯賽杜拜簽下阿拉吉。

## 國際賽生涯
2022年7月，黎巴嫩男篮在亞洲盃半準决赛中击败中国男篮，决赛中负于澳大利亚男篮最终获得亞洲盃亚军，阿拉吉当选賽會MVP。

## 外部連結
- 瓦埃勒·阿拉吉在fiba.basketball（英语）
- 瓦埃勒·阿拉吉在archive.fiba.com（存檔）（英语）
- 瓦埃勒·阿拉吉在亞得里亞海聯賽官網（英语）
- 瓦埃勒·阿拉吉在中国男子篮球职业联赛官網
- 瓦埃勒·阿拉吉在Basketball-Reference.com（國際）（英语）
- 瓦埃勒·阿拉吉在Eurobasket.com（球員）（英语）
- 瓦埃勒·阿拉吉在Proballers（英语）
- 瓦埃勒·阿拉吉在RealGM（英语）
- 瓦埃勒·阿拉吉在中国篮球数据库
- 瓦埃勒·阿拉吉在中国篮球数据库
- 瓦埃勒·阿拉吉在Flashscore（英语）